# Warner TV (Espagne)
Warner TV, anciennement TNT, est une chaîne de télévision espagnole, appartenant au groupe Warner Bros. Discovery.

## Description
Warner TV est orientée vers le divertissement. Elle diffuse des films et des séries principalement.
Elle a commencé à diffuser en Espagne le 1er mai 2007 sous le nom de TNT, alors chaîne exclusive de la plateforme Digital+ (actuellement Movistar Plus+), bien qu'elle soit actuellement disponible sur plusieurs opérateurs.
Le 14 avril 2023, elle a changé son nom pour devenir l'actuelle Warner TV.

## Programmation
- Action[4]
- Bienvenue en Alaska[4]
- The Big Bang Theory[3]
- Ce que j'aime chez toi[4]
- Dawson[4]
- Dingue de toi[4]
- Dream On[4]
- Et alors ?[4]
- Falling Skies
- FBI[3]
- FBI: International[3]
- Friday Night Lights[4]
- Friends[3]
- Ghosts[3]
- La Guerre à la maison[4]
- Larry et son nombril
- Mentalist
- Mom
- Mon oncle Charlie[4]
- Night Court
- The Office[4]
- Samantha qui ?
- Saving Hope[5]
- Sur écoute
- The Rookie : Le Flic de Los Angeles[3]
- Rescue me[4]
- Traffic[4]
- V
- Vampire Diaries
- Voilà ![4]
- Vota Juan / Vamos Juan
- Young Sheldon[6]

## Identité visuelle (logo)

Logo de TNT du 1er mai 2007 au 3 septembre 2020.
Logo de TNT du 3 septembre 2020 au 14 avril 2023.
Logo de Warner TV depuis le 14 avril 2023.
Variante de logo dans certaines promos, bumpers et screen-bug